# Всекитайская федерация женщин
Всекитайская федерация женщин — массовая общественная организация женщин КНР. С 2013 года возглавляется Шэнь Юэюэ.
Основана в марте 1949 года в Китае под названием Всекитайская демократическая федерация женщин. В 1957 году она была переименована в Федерацию женщин КНР, а в 1978 она получила современное название Всекитайской федерацией женщин. Была создана при поддержке коммунистической партии Китая и на основе марксистской теории.
В конце 1995 года Федерация женщин стала называть себя общественной организацией. В настоящее время эта федерация является общим названием крупнейших общественных организаций женщин в Китайской Народной Республике и стала одним из основных средств для развития феминизма в материковой части Китая.